# カール・ルートヴィヒ (シュレースヴィヒ＝ホルシュタイン＝ゾンダーブルク＝ベック公)
カール・ルートヴィヒ（Karl Ludwig von Schleswig-Holstein-Sonderburg-Beck, 1690年9月18日 - 1774年9月22日）は、シュレースヴィヒ＝ホルシュタイン＝ゾンダーブルク＝ベック家の第7代公爵（在位：1757年 - 1774年）。プロイセン王国の将軍。

## 生涯
シュレースヴィヒ＝ホルシュタイン＝ゾンダーブルク＝ベック公フリードリヒ・ルートヴィヒと、その妻でアウグステンブルク公エルンスト・ギュンターの娘であるルイーゼ・シャルロッテの間の三男。両親は従兄妹同士であった。
プロイセン軍に仕官し、陸軍中将にまで昇った。1723年カトリックに改宗。1730年8月13日ドレスデンでポーランドとザクセンの統治者アウグスト強王の庶出の娘アンナ・カロリーナ・オジェルスカ伯爵夫人と結婚するが、わずか3年で離別した。間に生まれた一人息子カール・フリードリヒ（1732年 - 1772年）は未婚のまま亡くなった。
1762年、同族のロシア皇帝ピョートル3世によって唐突にロシアの陸軍元帥に任命されたが、高齢を理由に辞退した。1774年ケーニヒスベルクで没。